# Giải vô địch bóng đá châu Âu 2016
Giải vô địch bóng đá châu Âu 2016 (còn gọi là UEFA Euro 2016) là Giải vô địch bóng đá châu Âu lần thứ 15, do Liên đoàn bóng đá châu Âu tổ chức. Vòng chung kết được tổ chức tại Pháp vào mùa hè năm 2016, bắt đầu từ ngày 10 tháng 6 đến ngày 10 tháng 7 năm 2016. Đây là lần thứ 3, Pháp đăng cai giải đấu này sau các năm 1960 và 1984.
Đây là lần đầu tiên một vòng chung kết Giải vô địch bóng đá châu Âu có 24 đội tuyển tranh tài, thay vì 16 đội như trước đây từ năm 1996. Đây cũng là kỳ Euro ghi nhận có nhiều vụ bạo loạn nghiêm trọng do các cổ động viên quá khích gây nên và do các vụ khủng bố diễn ra tại Pháp sau giải đấu.
Đội tuyển Bồ Đào Nha đã giành chức vô địch lần đầu tiên trong lịch sử sau khi đánh bại đội tuyển chủ nhà Pháp với tỉ số 1–0 bằng bàn thắng duy nhất của tiền đạo Éder ở phút thứ 109 của hiệp phụ thứ 2 và chính thức trở thành đại diện của UEFA giành quyền tham dự Cúp Liên đoàn các châu lục 2017 diễn ra tại Nga. Tây Ban Nha là đương kim vô địch 2 lần nhưng thua ở vòng 1/8 trước Ý, đội bóng mà họ từng đánh bại 4-0 tại trận chung kết Euro 2012.

## Chọn nước chủ nhà
Pháp giành quyền đăng cai sau khi vượt qua Ý và Thổ Nhĩ Kỳ. Ở vòng thứ hai, Pháp thắng Thổ Nhĩ Kỳ với số phiếu 7/6. Kết quả được công bố vào ngày 28 tháng 5 năm 2010.
Kết quả
| Quốc gia      | Số phiếu | Số phiếu |
| Quốc gia      | Vòng 1   | Vòng 2   |
| ------------- | -------- | -------- |
| Pháp          | 43       | 7        |
| Thổ Nhĩ Kỳ    | 38       | 6        |
| Ý             | 23       | Loại     |
| Tổng số phiếu | 104      | 13       |

- Vòng 1: Mỗi thành viên trong số mười ba thành viên của Ban chấp hành UEFA xếp hạng 3 đấu thầu đầu tiên, thứ hai và thứ ba. Vị trí đầu tiên xếp hạng đã nhận được 5 điểm, vị trí thứ hai 2 điểm, và thứ ba diễn ra 1 điểm. thành viên điều hành của đấu thầu quốc gia đã không được biểu quyết.
- Vòng 2: Mười ba thành viên cùng bình chọn cho một trong hai vòng chung kết.

## Vòng loại

Đội giành quyền tham dự Euro 2016
Đội không vượt qua vòng loại
Không phải là thành viên UEFA

Lễ bốc thăm vòng loại đã diễn ra tại Palais des Congres Acropolis ở Nice vào ngày 23 tháng 2 năm 2014. Các trận đấu vòng loại sẽ bắt đầu vào tháng 9 năm 2014. So với trước đây, việc mở rộng số đội tham dự lên đến 24 đội giúp cho các đội bóng xếp hạng trung bình có cơ hội lớn hơn để được tham dự vòng chung kết.
Bên cạnh đội chủ nhà Pháp được đặc cách vào thẳng vòng chung kết, 53 đội bóng còn lại phải tham dự vòng loại để chọn ra 23 đội xuất sắc nhất giành quyền tham dự vòng chung kết cùng với chủ nhà Pháp. Các hạt giống được hình thành trên cơ sở các hệ số đội tuyển quốc gia của UEFA, với nhà vô địch Euro 2012 Tây Ban Nha và chủ nhà Pháp được chọn làm hạt giống đầu tiên. 53 đội đã được rút ra thành 8 nhóm 6 đội và 1 nhóm 5 đội. Hai đội nhất, nhì của mỗi bảng, và đội xếp thứ ba có thành tích tốt nhất sẽ giành quyền vào thẳng vòng chung kết. 8 đội xếp thứ ba còn lại sẽ thi đấu hai lượt vào vòng play-off để xác định chọn ra thêm 4 đội vào thẳng vòng chung kết.

### Các đội tham dự
| Đội tuyển        | Tư cách qua vòng loại         | Ngày vượt qua vòng loại | Các lần tham dự trước                                                 |
| ---------------- | ----------------------------- | ----------------------- | --------------------------------------------------------------------- |
| Pháp             | Chủ nhà                       | 28 tháng 5 năm 2010     | 8 (1960, 1984, 1992, 1996, 2000, 2004, 2008, 2012)                    |
| Anh              | Nhất bảng E                   | 5 tháng 9 năm 2015      | 8 (1968, 1980, 1988, 1992, 1996, 2000, 2004, 2012)                    |
| Cộng hòa Séc     | Nhất bảng A                   | 6 tháng 9 năm 2015      | 8 (1960, 1976, 1980, 1996, 2000, 2004, 2008, 2012)                    |
| Iceland          | Nhì bảng A                    | 0 (lần đầu)             |                                                                       |
| Áo               | Nhất bảng G                   | 8 tháng 9 năm 2015      | 1 (2008)                                                              |
| Bắc Ireland      | Nhất bảng F                   | 8 tháng 10 năm 2015     | 0 (lần đầu)                                                           |
| Bồ Đào Nha       | Nhất bảng I                   | 8 tháng 10 năm 2015     | 6 (1984, 1996, 2000, 2004, 2008, 2012)                                |
| Tây Ban Nha      | Nhất bảng C                   | 9 tháng 10 năm 2015     | 9 (1964, 1980, 1984, 1988, 1996, 2000, 2004, 2008, 2012)              |
| Thụy Sĩ          | Nhì bảng E                    | 9 tháng 10 năm 2015     | 3 (1996, 2004, 2008)                                                  |
| Ý                | Nhất bảng H                   | 10 tháng 10 năm 2015    | 8 (1968, 1980, 1988, 1996, 2000, 2004, 2008, 2012)                    |
| Bỉ               | Nhất bảng B                   | 10 tháng 10 năm 2015    | 4 (1972, 1980, 1984, 2000)                                            |
| Wales            | Nhì bảng B                    | 10 tháng 10 năm 2015    | 0 (lần đầu)                                                           |
| România          | Nhì bảng F                    | 11 tháng 10 năm 2015    | 4 (1984, 1996, 2000, 2008)                                            |
| Albania          | Nhì bảng I                    | 11 tháng 10 năm 2015    | 0 (lần đầu)                                                           |
| Đức              | Nhất bảng D                   | 11 tháng 10 năm 2015    | 11 (1972, 1976, 1980, 1984, 1988, 1992, 1996, 2000, 2004, 2008, 2012) |
| Ba Lan           | Nhì bảng D                    | 11 tháng 10 năm 2015    | 2 (2008, 2012)                                                        |
| Nga              | Nhì bảng G                    | 12 tháng 10 năm 2015    | 10 (1960, 1964, 1968, 1972, 1988, 1992, 1996, 2004, 2008, 2012)       |
| Slovakia         | Nhì bảng C                    | 12 tháng 10 năm 2015    | 4 (1960, 1976, 1980)                                                  |
| Croatia          | Nhì bảng H                    | 13 tháng 10 năm 2015    | 4 (1996, 2004, 2008, 2012)                                            |
| Thổ Nhĩ Kỳ       | Đội đứng thứ ba xuất sắc nhất | 13 tháng 10 năm 2015    | 3 (1996, 2000, 2008)                                                  |
| Hungary          | Thắng trận play-off           | 15 tháng 11 năm 2015    | 2 (1964, 1972)                                                        |
| Cộng hòa Ireland | Thắng trận play-off           | 16 tháng 11 năm 2015    | 2 (1988, 2012)                                                        |
| Thụy Điển        | Thắng trận play-off           | 17 tháng 11 năm 2015    | 5 (1992, 2000, 2004, 2008, 2012)                                      |
| Ukraina          | Thắng trận play-off           | 17 tháng 11 năm 2015    | 1 (2012)                                                              |

1. ↑  Từ năm 1972 đến năm 1988, Đức tham dự giải vô địch bóng đá châu Âu với tên gọi Tây Đức
2. ↑  Từ năm 1960 đến năm 1988, Nga tham dự giải vô địch bóng đá châu Âu với tên gọi Liên Xô và năm 1992 với tên gọi CIS
3. ↑  Từ năm 1960 đến năm 1980, Cộng hòa Séc và Slovakia tham dự Euro với tên gọi Tiệp Khắc.[17]

### Bốc thăm chia bảng
Lễ bốc thăm vòng chung kết sẽ diễn ra tại Paris ở Pháp vào ngày 12 tháng 12 năm 2015, lúc 18:00 (CET). Đội chủ nhà Pháp và đương kim vô địch EURO 2012 Tây Ban Nha nghiễm nhiên nằm ở nhóm 1. 22 đội còn lại được xếp lần lượt vào nhóm 1 đến 4 căn cứ vào bảng xếp hạng Đội tuyển quốc gia tháng 10 năm 2015 của UEFA.
| Đội          | Điểm   | Hạng |
| ------------ | ------ | ---- |
| Tây Ban Nha2 | 37.962 | 2    |
| Đức          | 40.236 | 1    |
| Anh          | 35.963 | 3    |
| Bồ Đào Nha   | 35.138 | 4    |
| Bỉ           | 34.442 | 5    |

| Đội     | Điểm   | Hạng |
| ------- | ------ | ---- |
| Ý       | 34.345 | 6    |
| Nga     | 31.345 | 9    |
| Thụy Sĩ | 31.254 | 10   |
| Áo      | 30.932 | 11   |
| Croatia | 30.642 | 12   |
| Ukraina | 30.313 | 14   |

| Đội          | Điểm   | Hạng |
| ------------ | ------ | ---- |
| Cộng hòa Séc | 29.403 | 15   |
| Thụy Điển    | 29.028 | 16   |
| Ba Lan       | 28.306 | 17   |
| România      | 28.038 | 18   |
| Slovakia     | 27.171 | 19   |
| Hungary      | 27.142 | 20   |

| Đội              | Điểm   | Hạng |
| ---------------- | ------ | ---- |
| Thổ Nhĩ Kỳ       | 27.033 | 22   |
| Cộng hòa Ireland | 26.902 | 23   |
| Iceland          | 25.388 | 27   |
| Wales            | 24.531 | 28   |
| Albania          | 23.216 | 31   |
| Bắc Ireland      | 22.961 | 33   |

1 Chủ nhà Pháp (số điểm 33.599) nghiễm nhiên nằm ở vị trí A1.
2 Đương kim vô địch Tây Ban Nha nghiễm nhiên nằm ở nhóm 1.

## Trọng tài
Vào ngày 07 tháng 2 năm 2016, UEFA công bố 18 trọng tài tham gia điều khiển các trận đấu của Euro 2016. Danh sách trọng tài được công bố vào ngày 16 tháng 4 năm 2016.
| Quốc gia     | Trọng tài               | Trợ lý trọng tài                                                          | Giám sát trọng tài                        | Giám sát trận đấu                                                                                    |
| ------------ | ----------------------- | ------------------------------------------------------------------------- | ----------------------------------------- | --- |
| Anh          | Martin Atkinson         | Michael Mullarkey Stephan Child Gary Beswick                              | Michael Oliver Craig Pawson               | Đức–Ukraina (Bảng C) Hungary–Bồ Đào Nha (Bảng F) Wales–Bắc Ireland (vòng 16 đội)                     |
| Đức          | Felix Brych             | Mark Borsch Stefan Lupp Marco Achmüller                                   | Bastian Dankert Marco Fritz               | Anh–Wales (Bảng B) Thụy Điển–Bỉ (Bảng E) Ba Lan–Bồ Đào Nha (tứ kết)                                  |
| Thổ Nhĩ Kỳ   | Cüneyt Çakır            | Bahattin Duran Tarık Ongun Mustafa Emre Eyisoy                            | Hüseyin Göçek Barış Şimşek                | Bồ Đào Nha–Iceland (Bảng F) Bỉ–Cộng hòa Ireland (Bảng E) Ý–Tây Ban Nha (vòng 16 đội)                 |
| Anh          | Mark Clattenburg        | Simon Beck Jake Collin Stuart Burt                                        | Anthony Taylor Andre Marriner             | Bỉ–Ý (Bảng E) Cộng hòa Séc–Croatia (Bảng D) Thụy Sĩ–Ba Lan (vòng 16 đội) Bồ Đào Nha–Pháp (chung kết) |
| Scotland     | Willie Collum           | Damien MacGraith Francis Connor Douglas Ross                              | Bobby Madden John Beaton                  | Pháp–Albania (Bảng A) Cộng hòa Séc–Thổ Nhĩ Kỳ (Bảng D)                                               |
| Thụy Điển    | Jonas Eriksson          | Mathias Klasenius Daniel Wärnmark Mehmet Culum                            | Stefan Johannesson Markus Strömbergsson   | Thổ Nhĩ Kỳ–Croatia (Bảng D) Nga–Wales (Bảng B) Bồ Đào Nha–Wales (bán kết)                            |
| România      | Ovidiu Hațegan          | Octavian Şovre Sebastian Gheorghe Radu Ghinguleac                         | Alexandru Tudor Sebastian Colţescu        | Ba Lan–Bắc Ireland (Bảng C) Ý–Cộng hòa Ireland (Bảng E)                                              |
| Nga          | Sergei Karasev          | Anton Averyanov Tikhon Kalugin Nikolai Golubev                            | Sergey Lapochkin Sergey Ivanov            | România–Thụy Sĩ (Bảng A) Iceland–Hungary (Bảng F)                                                    |
| Hungary      | Viktor Kassai           | György Ring Vencel Tóth István Albert                                     | Tamás Bognar Ádám Farkas                  | Pháp–România (Bảng A) Ý–Thụy Điển (Bảng E) Đức–Ý (tứ kết)                                            |
| Cộng hòa Séc | Pavel Královec          | Roman Slyško Martin Wilczek Tomas Mokrusch                                | Peter Ardeleanu Michal Patak              | Ukraina–Bắc Ireland (Bảng C) România–Albania (Bảng A)                                                |
| Hà Lan       | Björn Kuipers           | Sander Van Roekel Erwin Zeinstra Mario Diks                               | Pol van Boekel Richard Liesveld           | Đức–Ba Lan (Bảng C) Croatia–Tây Ban Nha (Bảng D) Pháp–Iceland (tứ kết)                               |
| Ba Lan       | Szymon Marciniak        | Paweł Sokolnicki Tomasz Listkiewicz Radosław Siejka                       | Paweł Raczkowski Tomasz Musiał            | Tây Ban Nha–Croatia (Bảng D) Iceland–Áo (Bảng F) Đức–Slovakia (vòng 16 đội)                          |
| Serbia       | Milorad Mažić           | Milovan Ristić Dalibor Đurđević Nemanja Petrović (standby)                | Danilo Grujić Nenad Đokić                 | Cộng hòa Ireland–Thụy Điển (Bảng E) Tây Ban Nha–Thổ Nhĩ Kỳ (Bảng D) Hungary–Bỉ (vòng 16 đội)         |
| Na Uy        | Svein Oddvar Moen       | Kim Thomas Haglund Frank Andås Sven Erik Midthjell                        | Ken Henry Johnsen Svein-Erik Edvartsen    | Wales–Slovakia (Bảng B) Ukraina–Ba Lan (Bảng C)                                                      |
| Ý            | Nicola Rizzoli          | Elenito Di Liberatore Mauro Tonolini Gianluca Cariolato                   | Luca Banti Antonio Damato                 | Anh–Nga (Bảng B) Bồ Đào Nha–Áo (Bảng F) Pháp–Cộng hòa Ireland (vòng 16 đội) Đức–Pháp (bán kết)       |
| Slovenia     | Damir Skomina           | Jure Praprotnik Robert Vukan Bojan Ul                                     | Matej Jug Slavko Vinčić                   | Nga–Slovakia (Bảng B) Thụy Sĩ–Pháp (Bảng A) Anh–Iceland (vòng 16 đội) Wales–Bỉ (tứ kết)              |
| Pháp         | Clément Turpin          | Frédéric Cano Nicolas Danos Cyril Gringore                                | Benoît Bastien Fredy Fautrel              | Áo–Hungary (Bảng F) Bắc Ireland–Đức (Bảng C)                                                         |
| Tây Ban Nha  | Carlos Velasco Carballo | Roberto Alonso Fernández Juan Carlos Yuste Jiménez Raúl Cabañero Martínez | Jesús Gil Manzano Carlos del Cerro Grande | Albania–Thụy Sĩ (Bảng A) Slovakia–Anh (Bảng B) Croatia–Bồ Đào Nha (vòng 16 đội)                      |

Ghi chú
1. ↑  Bold indicates champion for that year. Italic indicates host for that year.
2. ↑  Từ năm 1960 đến năm 1980, Cộng hòa Séc và Slovakia tham dự Euro với tên gọi Tiệp Khắc.[16]
3. ↑  Anton Averyanov đã được thay thế bởi Nikolai Golubev sau khi bị xét nghiệm thể dục.[27]
4. ↑  Luca Banti đã được thay thế bởi Daniele Orsato sau khi rút vì lý do cá nhân.[28]

- Trọng tài bắt chính trận chung kết.

Dưới đây là danh sách các trọng tài bàn:
| Quốc gia | Trọng tài bàn           |
| -------- | ----------------------- |
| Belarus  | Aleksei Kulbakov        |
| Hy Lạp   | Anastasios Sidiropoulos |

| Quốc gia | Trợ lý trọng tài dự bị |
| -------- | ---------------------- |
| Belarus  | Vitali Maliutsin       |
| Hy Lạp   | Damianos Efthymiadis   |

## Địa điểm
Ban đầu, có 12 sân vận động đã được lựa chọn vào ngày 22 tháng 1 năm 2012. Các địa điểm đã được giảm xuống thành 9 địa điểm vào cuối tháng 5 năm 2011, nhưng nó đã được đề xuất trong tháng 6 năm 2011 rằng 11 địa điểm có thể được đăng cai các trận đấu. Các thành viên Liên đoàn bóng đá Pháp đã phải chọn 9 sân vận động sẽ thực sự được sử dụng. Sự lựa chọn cho các sân bóng này là không thể tranh cãi - Stade de France của Pháp, 4 sân vận động mới được xây dựng ở Lille, Lyon, Nice và Bordeaux và các thành phố lớn nhất, Paris và Marseille. Hai địa điểm còn lại cuối cùng, sau khi Strasbourg không tham gia vì lý do tài chính sau khi bị xuống hạng, 2 địa điểm đã được chọn là Lens và Nancy ở vòng bỏ phiếu đầu tiên, thay vì Saint-Étienne và Toulouse. Trong tháng 6 năm 2011, số lượng các địa điểm chủ nhà được tăng lên 10 vì giải đấu này mở rộng lên 24 đội, thay vì 16 đội như trước đây. Quyết định này cho thấy các thành phố Toulouse và Saint-Étienne gia nhập danh sách các địa điểm thi đấu. Tuy nhiên, vào tháng 12 năm 2011, Nancy tuyên bố rút lui, sau khi sân nhà của thành phố này không đủ điều kiện, để 9 thành phố chủ nhà của giải sẽ được sử dụng. Các sân vận động Beaujoire ở Nantes và sân vận động Mosson ở Montpellier, địa điểm từng được sử dụng ở World Cup 1998 cũng không được chọn. Danh sách cuối cùng trong 10 thành phố đã được Ủy ban điều hành UEFA xác nhận vào ngày 25 tháng 1 năm 2013.
| Saint-Denis                         | Marseille                                                                                       | Décines-Charpieu                                                                                | Villeneuve-d'Ascq          |
| ----------------------------------- | ----------------------------------------------------------------------------------------------- | ----------------------------------------------------------------------------------------------- | -------------------------- |
| Stade de France                     | Sân vận động Vélodrome                                                                          | Parc Olympique Lyonnais                                                                         | Sân vận động Pierre-Mauroy |
| Sức chứa: 81.338                    | Sức chứa: 67.394                                                                                | Sức chứa: 59.286                                                                                | Sức chứa: 50.186           |
|                                     |                                                                                                 |                                                                                                 |                            |
| Paris                               | Saint-DenisMarseilleDécines-CharpieuVilleneuve-d'AscqParisBordeauxSaint-ÉtienneLensNiceToulouse | Saint-DenisMarseilleDécines-CharpieuVilleneuve-d'AscqParisBordeauxSaint-ÉtienneLensNiceToulouse | Bordeaux                   |
| Sân vận động Công viên các Hoàng tử | Saint-DenisMarseilleDécines-CharpieuVilleneuve-d'AscqParisBordeauxSaint-ÉtienneLensNiceToulouse | Saint-DenisMarseilleDécines-CharpieuVilleneuve-d'AscqParisBordeauxSaint-ÉtienneLensNiceToulouse | Sân vận động Bordeaux mới  |
| Sức chứa: 48.712                    | Saint-DenisMarseilleDécines-CharpieuVilleneuve-d'AscqParisBordeauxSaint-ÉtienneLensNiceToulouse | Saint-DenisMarseilleDécines-CharpieuVilleneuve-d'AscqParisBordeauxSaint-ÉtienneLensNiceToulouse | Sức chứa: 42.115           |
|                                     | Saint-DenisMarseilleDécines-CharpieuVilleneuve-d'AscqParisBordeauxSaint-ÉtienneLensNiceToulouse | Saint-DenisMarseilleDécines-CharpieuVilleneuve-d'AscqParisBordeauxSaint-ÉtienneLensNiceToulouse |                            |
| Saint-Étienne                       | Lens                                                                                            | Nice                                                                                            | Toulouse                   |
| Sân vận động Geoffroy-Guichard      | Sân vận động Bollaert-Delelis                                                                   | Sân vận động Nice                                                                               | Sân vận động Thành phố     |
| Sức chứa: 41.965                    | Sức chứa: 38.223                                                                                | Sức chứa: 35.624                                                                                | Sức chứa: 33.150           |
|                                     |                                                                                                 |                                                                                                 |                            |

### Trại đóng quân
Dưới đây là danh sách địa điểm đóng quân của các đội tuyển quốc gia tham dự vòng chung kết Euro 2016.
| Đội tuyển        | Trại đóng quân             |
| ---------------- | -------------------------- |
| Albania          | Perros-Guirec              |
| Áo               | Mallemort                  |
| Bỉ               | Bordeaux                   |
| Croatia          | Deauville                  |
| Cộng hòa Séc     | Tours                      |
| Anh              | Chantilly                  |
| Pháp             | Clairefontaine-en-Yvelines |
| Đức              | Évian-les-Bains            |
| Hungary          | Tourrettes                 |
| Iceland          | Annecy/Annecy-le-Vieux     |
| Ý                | Montpellier                |
| Bắc Ireland      | Saint-Georges-de-Reneins   |
| Ba Lan           | La Baule-Escoublac         |
| Bồ Đào Nha       | Marcoussis                 |
| Cộng hòa Ireland | Versailles                 |
| România          | Orry-la-Ville              |
| Nga              | Croissy-sur-Seine          |
| Slovakia         | Vichy                      |
| Tây Ban Nha      | Saint-Martin-de-Ré         |
| Thụy Điển        | Saint-Nazaire              |
| Thụy Sĩ          | Juvignac                   |
| Thổ Nhĩ Kỳ       | Saint-Cyr-sur-Mer          |
| Ukraina          | Aix-en-Provence            |
| Wales            | Dinard                     |

## Vòng bảng
| Vô địch Á quân | Bán kết Tứ kết | Vòng 16 đội Vòng bảng |

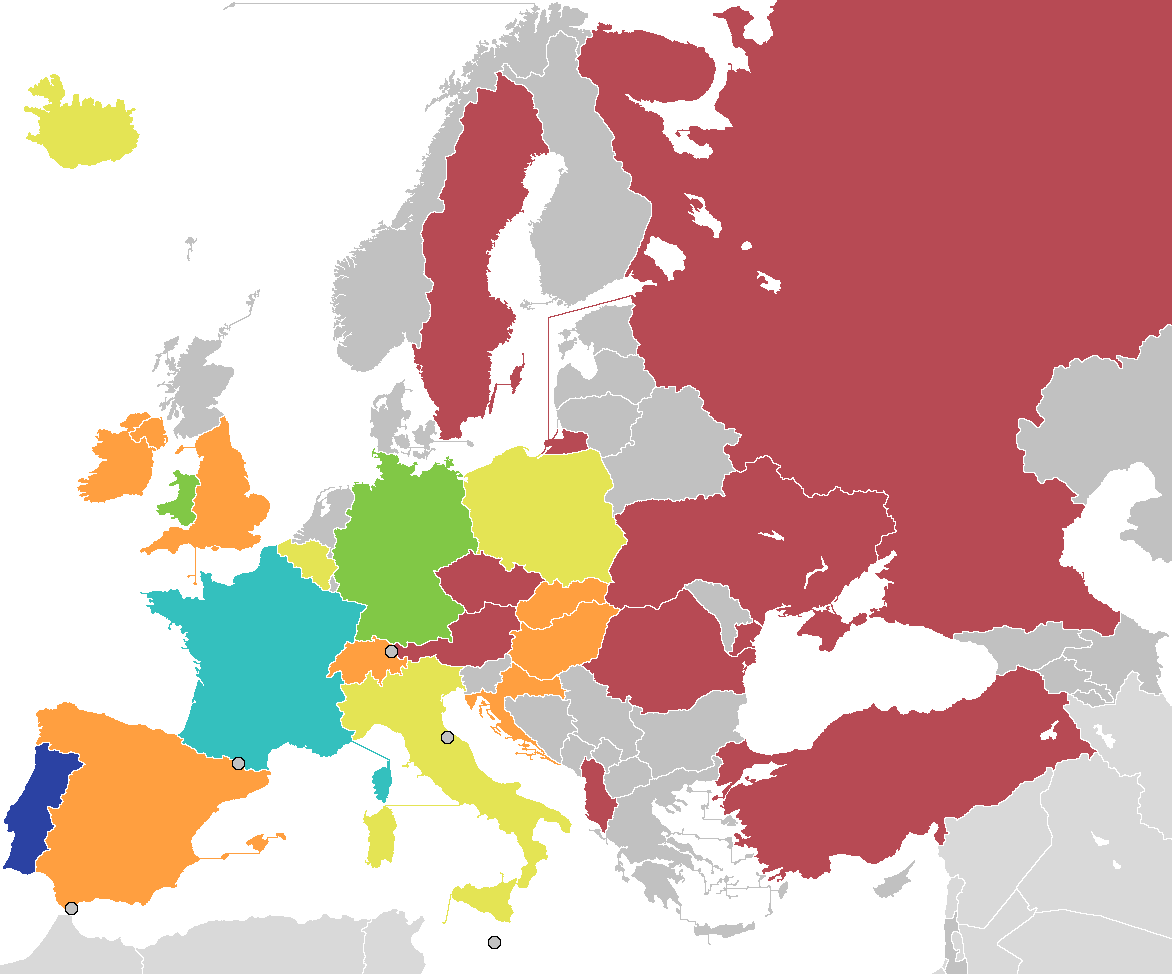
Kết quả các đội tuyển tham dự Euro 2016
Vô địch
Á quân
Bán kết
Tứ kết
Vòng 16 đội
Vòng bảng

UEFA công bố lịch trình của giải đấu vào ngày 25 tháng 4 năm 2014. Hai đội đầu bảng và 4 đội xếp thứ ba có thành tích tốt nhất được tiến thẳng vào vòng 16 đội.
Tất cả thời gian được liệt kê là giờ địa phương, CEST (UTC+2).

### Bảng A
| VT | Đội      | ST | T | H | B | BT | BB | HS | Đ | Giành quyền tham dự     |
| -- | -------- | -- | - | - | - | -- | -- | -- | - | ----------------------- |
| 1  | Pháp (H) | 3  | 2 | 1 | 0 | 4  | 1  | +3 | 7 | Vòng đấu loại trực tiếp |
| 2  | Thụy Sĩ  | 3  | 1 | 2 | 0 | 2  | 1  | +1 | 5 | Vòng đấu loại trực tiếp |
| 3  | Albania  | 3  | 1 | 0 | 2 | 1  | 3  | −2 | 3 |                         |
| 4  | România  | 3  | 0 | 1 | 2 | 2  | 4  | −2 | 1 |                         |

| Pháp                   | 2–1      | România            |
| ---------------------- | -------- | ------------------ |
| Giroud 57' · Payet 89' | Chi tiết | Stancu 65' (ph.đ.) |

| Albania | 0–1      | Thụy Sĩ  |
| ------- | -------- | -------- |
|         | Chi tiết | Schär 5' |

| România            | 1–1      | Thụy Sĩ     |
| ------------------ | -------- | ----------- |
| Stancu 18' (ph.đ.) | Chi tiết | Mehmedi 57' |

| Pháp                        | 2–0      | Albania |
| --------------------------- | -------- | ------- |
| Griezmann 90' · Payet 90+6' | Chi tiết |         |

| România | 0–1      | Albania    |
| ------- | -------- | ---------- |
|         | Chi tiết | Sadiku 43' |

| Thụy Sĩ | 0–0      | Pháp |
| ------- | -------- | ---- |
|         | Chi tiết |      |

### Bảng B
| VT | Đội      | ST | T | H | B | BT | BB | HS | Đ | Giành quyền tham dự     |
| -- | -------- | -- | - | - | - | -- | -- | -- | - | ----------------------- |
| 1  | Wales    | 3  | 2 | 0 | 1 | 6  | 3  | +3 | 6 | Vòng đấu loại trực tiếp |
| 2  | Anh      | 3  | 1 | 2 | 0 | 3  | 2  | +1 | 5 | Vòng đấu loại trực tiếp |
| 3  | Slovakia | 3  | 1 | 1 | 1 | 3  | 3  | 0  | 4 | Vòng đấu loại trực tiếp |
| 4  | Nga      | 3  | 0 | 1 | 2 | 2  | 6  | −4 | 1 |                         |

| Wales                      | 2–1      | Slovakia |
| -------------------------- | -------- | -------- |
| Bale 10' · Robson-Kanu 81' | Chi tiết | Duda 61' |

| Anh      | 1–1      | Nga                 |
| -------- | -------- | ------------------- |
| Dier 73' | Chi tiết | V. Berezutski 90+2' |

| Nga           | 1–2      | Slovakia               |
| ------------- | -------- | ---------------------- |
| Glushakov 80' | Chi tiết | Weiss 32' · Hamšík 45' |

| Anh                         | 2–1      | Wales    |
| --------------------------- | -------- | -------- |
| Vardy 56' · Sturridge 90+2' | Chi tiết | Bale 42' |

| Nga | 0–3      | Wales                              |
| --- | -------- | ---------------------------------- |
|     | Chi tiết | Ramsey 11' · Taylor 20' · Bale 67' |

| Slovakia | 0–0      | Anh |
| -------- | -------- | --- |
|          | Chi tiết |     |

### Bảng C
| VT | Đội         | ST | T | H | B | BT | BB | HS | Đ | Giành quyền tham dự     |
| -- | ----------- | -- | - | - | - | -- | -- | -- | - | ----------------------- |
| 1  | Đức         | 3  | 2 | 1 | 0 | 3  | 0  | +3 | 7 | Vòng đấu loại trực tiếp |
| 2  | Ba Lan      | 3  | 2 | 1 | 0 | 2  | 0  | +2 | 7 | Vòng đấu loại trực tiếp |
| 3  | Bắc Ireland | 3  | 1 | 0 | 2 | 2  | 2  | 0  | 3 | Vòng đấu loại trực tiếp |
| 4  | Ukraina     | 3  | 0 | 0 | 3 | 0  | 5  | −5 | 0 |                         |

| Ba Lan    | 1–0      | Bắc Ireland |
| --------- | -------- | ----------- |
| Milik 51' | Chi tiết |             |

| Đức                                | 2–0      | Ukraina |
| ---------------------------------- | -------- | ------- |
| Mustafi 19' · Schweinsteiger 90+2' | Chi tiết |         |

| Ukraina | 0–2      | Bắc Ireland                |
| ------- | -------- | -------------------------- |
|         | Chi tiết | McAuley 49' · McGinn 90+6' |

| Đức | 0–0      | Ba Lan |
| --- | -------- | ------ |
|     | Chi tiết |        |

| Ukraina | 0–1      | Ba Lan             |
| ------- | -------- | ------------------ |
|         | Chi tiết | Błaszczykowski 54' |

| Bắc Ireland | 0–1      | Đức       |
| ----------- | -------- | --------- |
|             | Chi tiết | Gómez 30' |

### Bảng D
| VT | Đội          | ST | T | H | B | BT | BB | HS | Đ | Giành quyền tham dự     |
| -- | ------------ | -- | - | - | - | -- | -- | -- | - | ----------------------- |
| 1  | Croatia      | 3  | 2 | 1 | 0 | 5  | 3  | +2 | 7 | Vòng đấu loại trực tiếp |
| 2  | Tây Ban Nha  | 3  | 2 | 0 | 1 | 5  | 2  | +3 | 6 | Vòng đấu loại trực tiếp |
| 3  | Thổ Nhĩ Kỳ   | 3  | 1 | 0 | 2 | 2  | 4  | −2 | 3 |                         |
| 4  | Cộng hòa Séc | 3  | 0 | 1 | 2 | 2  | 5  | −3 | 1 |                         |

| Thổ Nhĩ Kỳ | 0–1      | Croatia    |
| ---------- | -------- | ---------- |
|            | Chi tiết | Modrić 41' |

| Tây Ban Nha | 1–0      | Cộng hòa Séc |
| ----------- | -------- | ------------ |
| Piqué 87'   | Chi tiết |              |

| Cộng hòa Séc                    | 2–2      | Croatia                   |
| ------------------------------- | -------- | ------------------------- |
| Škoda 76' · Necid 90+3' (ph.đ.) | Chi tiết | Perišić 37' · Rakitić 59' |

| Tây Ban Nha                  | 3–0      | Thổ Nhĩ Kỳ |
| ---------------------------- | -------- | ---------- |
| Morata 34', 48' · Nolito 37' | Chi tiết |            |

| Cộng hòa Séc | 0–2      | Thổ Nhĩ Kỳ             |
| ------------ | -------- | ---------------------- |
|              | Chi tiết | Yılmaz 10' · Tufan 65' |

| Croatia                      | 2–1      | Tây Ban Nha |
| ---------------------------- | -------- | ----------- |
| N. Kalinić 45' · Perišić 87' | Chi tiết | Morata 7'   |

### Bảng E
| VT | Đội              | ST | T | H | B | BT | BB | HS | Đ | Giành quyền tham dự     |
| -- | ---------------- | -- | - | - | - | -- | -- | -- | - | ----------------------- |
| 1  | Ý                | 3  | 2 | 0 | 1 | 3  | 1  | +2 | 6 | Vòng đấu loại trực tiếp |
| 2  | Bỉ               | 3  | 2 | 0 | 1 | 4  | 2  | +2 | 6 | Vòng đấu loại trực tiếp |
| 3  | Cộng hòa Ireland | 3  | 1 | 1 | 1 | 2  | 4  | −2 | 4 | Vòng đấu loại trực tiếp |
| 4  | Thụy Điển        | 3  | 0 | 1 | 2 | 1  | 3  | −2 | 1 |                         |

| Cộng hòa Ireland | 1–1      | Thụy Điển        |
| ---------------- | -------- | ---------------- |
| Hoolahan 48'     | Chi tiết | Clark 71' (l.n.) |

| Bỉ | 0–2      | Ý                             |
| -- | -------- | ----------------------------- |
|    | Chi tiết | Giaccherini 32' · Pellè 90+3' |

| Ý        | 1–0      | Thụy Điển |
| -------- | -------- | --------- |
| Éder 88' | Chi tiết |           |

| Bỉ                              | 3–0      | Cộng hòa Ireland |
| ------------------------------- | -------- | ---------------- |
| R. Lukaku 48', 70' · Witsel 61' | Chi tiết |                  |

| Ý | 0–1      | Cộng hòa Ireland |
| - | -------- | ---------------- |
|   | Chi tiết | Brady 85'        |

| Thụy Điển | 0–1      | Bỉ             |
| --------- | -------- | -------------- |
|           | Chi tiết | Nainggolan 84' |

### Bảng F
| VT | Đội        | ST | T | H | B | BT | BB | HS | Đ | Giành quyền tham dự     |
| -- | ---------- | -- | - | - | - | -- | -- | -- | - | ----------------------- |
| 1  | Hungary    | 3  | 1 | 2 | 0 | 6  | 4  | +2 | 5 | Vòng đấu loại trực tiếp |
| 2  | Iceland    | 3  | 1 | 2 | 0 | 4  | 3  | +1 | 5 | Vòng đấu loại trực tiếp |
| 3  | Bồ Đào Nha | 3  | 0 | 3 | 0 | 4  | 4  | 0  | 3 | Vòng đấu loại trực tiếp |
| 4  | Áo         | 3  | 0 | 1 | 2 | 1  | 4  | −3 | 1 |                         |

| Áo | 0–2      | Hungary                  |
| -- | -------- | ------------------------ |
|    | Chi tiết | Szalai 62' · Stieber 87' |

| Bồ Đào Nha | 1–1      | Iceland          |
| ---------- | -------- | ---------------- |
| Nani 31'   | Chi tiết | B. Bjarnason 50' |

| Iceland                   | 1–1      | Hungary              |
| ------------------------- | -------- | -------------------- |
| G. Sigurðsson 40' (ph.đ.) | Chi tiết | Sævarsson 88' (l.n.) |

| Bồ Đào Nha | 0–0      | Áo |
| ---------- | -------- | -- |
|            | Chi tiết |    |

| Iceland                           | 2–1      | Áo         |
| --------------------------------- | -------- | ---------- |
| Böðvarsson 18' · Traustason 90+4' | Chi tiết | Schöpf 60' |

| Hungary                       | 3–3      | Bồ Đào Nha                  |
| ----------------------------- | -------- | --------------------------- |
| Gera 19' · Dzsudzsák 47', 55' | Chi tiết | Nani 42' · Ronaldo 50', 62' |

### Thứ tự các đội xếp thứ ba
| VT | Bg | Đội              | ST | T | H | B | BT | BB | HS | Đ | Giành quyền tham dự                     |
| -- | -- | ---------------- | -- | - | - | - | -- | -- | -- | - | --------------------------------------- |
| 1  | B  | Slovakia         | 3  | 1 | 1 | 1 | 3  | 3  | 0  | 4 | Giành quyền vào vòng đấu loại trực tiếp |
| 2  | E  | Cộng hòa Ireland | 3  | 1 | 1 | 1 | 2  | 4  | −2 | 4 | Giành quyền vào vòng đấu loại trực tiếp |
| 3  | F  | Bồ Đào Nha       | 3  | 0 | 3 | 0 | 4  | 4  | 0  | 3 | Giành quyền vào vòng đấu loại trực tiếp |
| 4  | C  | Bắc Ireland      | 3  | 1 | 0 | 2 | 2  | 2  | 0  | 3 | Giành quyền vào vòng đấu loại trực tiếp |
| 5  | D  | Thổ Nhĩ Kỳ       | 3  | 1 | 0 | 2 | 2  | 4  | −2 | 3 |                                         |
| 6  | A  | Albania          | 3  | 1 | 0 | 2 | 1  | 3  | −2 | 3 |                                         |

## Vòng đấu loại trực tiếp
Trong vòng đấu loại trực tiếp, hiệp phụ và loạt sút luân lưu được sử dụng để xác định đội thắng cuộc nếu cần thiết. Giống như thông lệ kể từ Giải vô địch bóng đá châu Âu 1984, không có play-off tranh hạng ba.

### Sơ đồ
|  | Vòng 16 đội                    | Vòng 16 đội                   |                              |       | Tứ kết | Tứ kết |  |  | Bán kết | Bán kết |  |  | Chung kết | Chung kết |
|  |                                |                               |                              |       |        |        |  |  |         |         |  |  |           |           |
|  | 25 tháng 6 – Saint-Étienne     |                               |                              |       |        |        |  |  |         |         |  |  |           |           |
|  |                                |                               |                              |       |        |        |  |  |         |         |  |  |           |           |
|  | Thụy Sĩ                        | 1 (4)                         |                              |       |        |        |  |  |         |         |  |  |           |           |
|  | Thụy Sĩ                        | 1 (4)                         | 30 tháng 6 – Marseille       |       |        |        |  |  |         |         |  |  |           |           |
|  | Ba Lan (p)                     | 1 (5)                         |                              |       |        |        |  |  |         |         |  |  |           |           |
|  | Ba Lan (p)                     | 1 (5)                         | Ba Lan                       | 1 (3) |        |        |  |  |         |         |  |  |           |           |
|  | 25 tháng 6 – Lens              |                               | Ba Lan                       | 1 (3) |        |        |  |  |         |         |  |  |           |           |
|  |                                | Bồ Đào Nha (p)                | 1 (5)                        |       |        |        |  |  |         |         |  |  |           |           |
|  | Croatia                        | Bồ Đào Nha (p)                | 1 (5)                        | 0     |        |        |  |  |         |         |  |  |           |           |
|  | Croatia                        |                               | 6 tháng 7 – Décines-Charpieu | 0     |        |        |  |  |         |         |  |  |           |           |
|  | Bồ Đào Nha (s.h.p.)            | 1                             |                              |       |        |        |  |  |         |         |  |  |           |           |
|  | Bồ Đào Nha (s.h.p.)            | 1                             | Bồ Đào Nha                   | 2     |        |        |  |  |         |         |  |  |           |           |
|  | 25 tháng 6 – Paris             |                               | Bồ Đào Nha                   | 2     |        |        |  |  |         |         |  |  |           |           |
|  |                                | Wales                         | 0                            |       |        |        |  |  |         |         |  |  |           |           |
|  | Wales                          | Wales                         | 0                            | 1     |        |        |  |  |         |         |  |  |           |           |
|  | Wales                          | 1 tháng 7 – Villeneuve-d'Ascq |                              | 1     |        |        |  |  |         |         |  |  |           |           |
|  | Bắc Ireland                    | 0                             |                              |       |        |        |  |  |         |         |  |  |           |           |
|  | Bắc Ireland                    | 0                             | Wales                        | 3     |        |        |  |  |         |         |  |  |           |           |
|  | 26 tháng 6 – Toulouse          |                               | Wales                        | 3     |        |        |  |  |         |         |  |  |           |           |
|  |                                | Bỉ                            | 1                            |       |        |        |  |  |         |         |  |  |           |           |
|  | Hungary                        | Bỉ                            | 1                            | 0     |        |        |  |  |         |         |  |  |           |           |
|  | Hungary                        |                               | 10 tháng 7 – Saint-Denis     | 0     |        |        |  |  |         |         |  |  |           |           |
|  | Bỉ                             | 4                             |                              |       |        |        |  |  |         |         |  |  |           |           |
|  | Bỉ                             | 4                             | Bồ Đào Nha (s.h.p.)          | 1     |        |        |  |  |         |         |  |  |           |           |
|  | 26 tháng 6 – Villeneuve-d'Ascq |                               | Bồ Đào Nha (s.h.p.)          | 1     |        |        |  |  |         |         |  |  |           |           |
|  |                                | Pháp                          | 0                            |       |        |        |  |  |         |         |  |  |           |           |
|  | Đức                            | Pháp                          | 0                            | 3     |        |        |  |  |         |         |  |  |           |           |
|  | Đức                            | 2 tháng 7 – Bordeaux          |                              | 3     |        |        |  |  |         |         |  |  |           |           |
|  | Slovakia                       | 0                             |                              |       |        |        |  |  |         |         |  |  |           |           |
|  | Slovakia                       | 0                             | Đức (p)                      | 1 (6) |        |        |  |  |         |         |  |  |           |           |
|  | 27 tháng 6 – Saint-Denis       |                               | Đức (p)                      | 1 (6) |        |        |  |  |         |         |  |  |           |           |
|  |                                | Ý                             | 1 (5)                        |       |        |        |  |  |         |         |  |  |           |           |
|  | Ý                              | Ý                             | 1 (5)                        | 2     |        |        |  |  |         |         |  |  |           |           |
|  | Ý                              |                               | 7 tháng 7 – Marseille        | 2     |        |        |  |  |         |         |  |  |           |           |
|  | Tây Ban Nha                    | 0                             |                              |       |        |        |  |  |         |         |  |  |           |           |
|  | Tây Ban Nha                    | 0                             | Đức                          | 0     |        |        |  |  |         |         |  |  |           |           |
|  | 26 tháng 6 – Décines-Charpieu  |                               | Đức                          | 0     |        |        |  |  |         |         |  |  |           |           |
|  |                                | Pháp                          | 2                            |       |        |        |  |  |         |         |  |  |           |           |
|  | Pháp                           | Pháp                          | 2                            | 2     |        |        |  |  |         |         |  |  |           |           |
|  | Pháp                           | 3 tháng 7 – Saint-Denis       |                              | 2     |        |        |  |  |         |         |  |  |           |           |
|  | Cộng hòa Ireland               | 1                             |                              |       |        |        |  |  |         |         |  |  |           |           |
|  | Cộng hòa Ireland               | 1                             | Pháp                         | 5     |        |        |  |  |         |         |  |  |           |           |
|  | 27 tháng 6 – Nice              |                               | Pháp                         | 5     |        |        |  |  |         |         |  |  |           |           |
|  |                                | Iceland                       | 2                            |       |        |        |  |  |         |         |  |  |           |           |
|  | Anh                            | Iceland                       | 2                            | 1     |        |        |  |  |         |         |  |  |           |           |
|  | Anh                            |                               |                              | 1     |        |        |  |  |         |         |  |  |           |           |
|  | Iceland                        | 2                             |                              |       |        |        |  |  |         |         |  |  |           |           |
|  | Iceland                        | 2                             |                              |       |        |        |  |  |         |         |  |  |           |           |

### Vòng 16 đội
| Thụy Sĩ                                              | 1–1 (s.h.p.) | Ba Lan                                                     |
| ---------------------------------------------------- | ------------ | ---------------------------------------------------------- |
| Shaqiri 82'                                          | Chi tiết     | Błaszczykowski 39'                                         |
| Loạt sút luân lưu                                    |              |                                                            |
| - Lichtsteiner - Xhaka - Shaqiri - Schär - Rodríguez | 4–5          | - Lewandowski - Milik - Glik - Błaszczykowski - Krychowiak |

| Wales              | 1–0      | Bắc Ireland |
| ------------------ | -------- | ----------- |
| McAuley 75' (l.n.) | Chi tiết |             |

| Croatia | 0–1 (s.h.p.) | Bồ Đào Nha    |
| ------- | ------------ | ------------- |
|         | Chi tiết     | Quaresma 117' |

| Pháp               | 2–1      | Cộng hòa Ireland |
| ------------------ | -------- | ---------------- |
| Griezmann 58', 61' | Chi tiết | Brady 2' (ph.đ.) |

| Đức                                    | 3–0      | Slovakia |
| -------------------------------------- | -------- | -------- |
| - Boateng 8' - Gómez 43' - Draxler 63' | Chi tiết |          |

| Hungary | 0–4      | Bỉ                                                               |
| ------- | -------- | ---------------------------------------------------------------- |
|         | Chi tiết | - Alderweireld 10' - Batshuayi 78' - Hazard 80' - Carrasco 90+1' |

| Ý                             | 2–0      | Tây Ban Nha |
| ----------------------------- | -------- | ----------- |
| - Chiellini 33' - Pellè 90+1' | Chi tiết |             |

| Anh               | 1–2      | Iceland                             |
| ----------------- | -------- | ----------------------------------- |
| Rooney 4' (ph.đ.) | Chi tiết | - R. Sigurðsson 6' - Sigþórsson 18' |

### Tứ kết
| Ba Lan                                        | 1–1 (s.h.p.) | Bồ Đào Nha                                       |
| --------------------------------------------- | ------------ | ------------------------------------------------ |
| Lewandowski 2'                                | Chi tiết     | Sanches 33'                                      |
| Loạt sút luân lưu                             |              |                                                  |
| - Lewandowski - Milik - Glik - Błaszczykowski | 3–5          | - Ronaldo - Sanches - Moutinho - Nani - Quaresma |

| Wales                                           | 3–1      | Bỉ             |
| ----------------------------------------------- | -------- | -------------- |
| - A. Williams 31' - Robson-Kanu 55' - Vokes 86' | Chi tiết | Nainggolan 13' |

| Đức                                                                                       | 1–1 (s.h.p.) | Ý                                                                                           |
| ----------------------------------------------------------------------------------------- | ------------ | ------------------------------------------------------------------------------------------- |
| Özil 65'                                                                                  | Chi tiết     | Bonucci 78' (ph.đ.)                                                                         |
| Loạt sút luân lưu                                                                         |              |                                                                                             |
| - Kroos - Müller - Özil - Draxler - Schweinsteiger - Hummels - Kimmich - Boateng - Hector | 6–5          | - Insigne - Zaza - Barzagli - Pellè - Bonucci - Giaccherini - Parolo - De Sciglio - Darmian |

| Pháp                                                      | 5–2      | Iceland                             |
| --------------------------------------------------------- | -------- | ----------------------------------- |
| - Giroud 12', 59' - Pogba 20' - Payet 43' - Griezmann 45' | Chi tiết | - Sigþórsson 56' - B. Bjarnason 84' |

### Bán kết
| Bồ Đào Nha               | 2–0      | Wales |
| ------------------------ | -------- | ----- |
| - Ronaldo 50' - Nani 53' | Chi tiết |       |

| Đức | 0–2      | Pháp                         |
| --- | -------- | ---------------------------- |
|     | Chi tiết | Griezmann 45+2' (ph.đ.), 72' |

### Chung kết
| Bồ Đào Nha | 1–0 (s.h.p.) | Pháp |
| ---------- | ------------ | ---- |
| Éder 109'  | Chi tiết     |      |

## Thống kê

### Danh sách cầu thủ ghi bàn
6 bàn
- Antoine Griezmann

3 bàn
- Olivier Giroud
- Dimitri Payet
- Cristiano Ronaldo
- Nani
- Álvaro Morata
- Gareth Bale

2 bàn
- Romelu Lukaku
- Radja Nainggolan
- Ivan Perišić
- Mario Gómez
- Balázs Dzsudzsák
- Birkir Bjarnason
- Kolbeinn Sigþórsson
- Robbie Brady
- Graziano Pellè
- Jakub Błaszczykowski
- Bogdan Stancu
- Hal Robson-Kanu

1 bàn
- Armando Sadiku
- Alessandro Schöpf
- Toby Alderweireld
- Michy Batshuayi
- Yannick Carrasco
- Eden Hazard
- Axel Witsel
- Nikola Kalinić
- Luka Modrić
- Ivan Rakitić
- Tomáš Necid
- Milan Škoda
- Eric Dier
- Wayne Rooney
- Daniel Sturridge
- Jamie Vardy
- Paul Pogba
- Jérôme Boateng
- Julian Draxler
- Shkodran Mustafi
- Mesut Özil
- Bastian Schweinsteiger
- Zoltán Gera
- Zoltán Stieber
- Ádám Szalai
- Jón Daði Böðvarsson
- Gylfi Sigurðsson
- Ragnar Sigurðsson
- Arnór Ingvi Traustason
- Wes Hoolahan
- Leonardo Bonucci
- Giorgio Chiellini
- Éder
- Emanuele Giaccherini
- Gareth McAuley
- Niall McGinn
- Robert Lewandowski
- Arkadiusz Milik
- Éder
- Ricardo Quaresma
- Renato Sanches
- Vasili Berezutski
- Denis Glushakov
- Ondrej Duda
- Marek Hamšík
- Vladímir Weiss
- Gerard Piqué
- Nolito
- Admir Mehmedi
- Fabian Schär
- Xherdan Shaqiri
- Ozan Tufan
- Burak Yılmaz
- Aaron Ramsey
- Neil Taylor
- Ashley Williams
- Sam Vokes

phản lưới nhà
- Birkir Már Sævarsson (trong trận gặp Hungary)
- Gareth McAuley (trong trận gặp Wales)
- Ciaran Clark (trong trận gặp Thụy Điển)

Nguồn: UEFA

### Đội hình tiêu biểu
UEFA đã công bố đội hình tiêu biểu nhất của Euro 2016.
| Thủ môn      | Hậu vệ                                               | Tiền vệ                                                           | Tiền đạo          |
| ------------ | ---------------------------------------------------- | ----------------------------------------------------------------- | ----------------- |
| Rui Patrício | Jérôme Boateng Joshua Kimmich Raphaël Guerreiro Pepe | Antoine Griezmann Dimitri Payet Toni Kroos Joe Allen Aaron Ramsey | Cristiano Ronaldo |

### Giải thưởng
Chiếc giày Vàng Antoine Griezmann - 6 bàn, 2 kiến tạo (thi đấu 555 phút)
Chiếc giày Bạc Cristiano Ronaldo - 3 bàn, 3 kiến tạo (thi đấu 625 phút)
Chiếc giày Đồng Olivier Giroud - 3 bàn, 2 kiến tạo (thi đấu 465 phút)
Cầu thủ xuất sắc nhất Antoine Griezmann
Cầu thủ trẻ xuất sắc nhất Renato Sanches

### Tiền thưởng
Ban tổ chức giải vô địch bóng đá châu Âu 2016 đã chính thức công bố mức thưởng cho các đội tuyển tham dự giải đấu này như sau:
- Vô địch: €8 triệu[93]
- Á quân: €5 triệu[93]
- Lọt vào bán kết: €4 triệu[93]
- Lọt vào tứ kết: €2.5 triệu[93]
- Lọt vào vòng 16 đội: €1.5 triệu[93]
- Thắng 1 trận ở vòng bảng: €1 triệu[93]
- Hòa 1 trận ở vòng bảng: €500.000[93]

Ukraina là đội bóng duy nhất trong giải đấu không nhận được tiền thưởng.

### Phạt đền
Thành công
- Tomáš Necid (trong trận Cộng hòa Séc–Croatia)
- Wayne Rooney (trong trận Anh–Iceland)
- Antoine Griezmann (trong trận Đức–Pháp)
- Gylfi Sigurðsson (trong trận Iceland–Hungary)
- Robbie Brady (trong trận Pháp–Ireland)
- Leonardo Bonucci (trong trận Đức–Ý)
- Bogdan Stancu (trong 2 trận Pháp–România và România–Thụy Sĩ)

Thất bại
- Aleksandar Dragović (trong trận Iceland–Áo)
- Mesut Özil (trong trận Đức–Slovakia)
- Cristiano Ronaldo (trong trận Bồ Đào Nha–Áo)
- Sergio Ramos (trong trận Croatia–Tây Ban Nha)

## Kỷ luật
Một cầu thủ được tự động bị treo giò trận tới những tội sau đây:
- Nhận thẻ đỏ (hệ thống treo thẻ đỏ có thể được mở rộng cho những hành vi nghiêm trọng)
- Nhận hai thẻ vàng trong hai trận đấu khác nhau, cũng như nhận bất kỳ thẻ vàng sau vòng tứ kết (hệ thống treo thẻ vàng không áp dụng với bất kỳ trận đấu quốc tế nào khác trong tương lai)

Các hệ thống treo sau đã (hoặc sẽ) phục vụ trong các trận đấu vòng loại:
| Cầu thủ             | Đội tuyển    | Vi phạm                                                                                           | Bị treo giò trận đấu                        |
| ------------------- | ------------ | ------------------------------------------------------------------------------------------------- | ------------------------------------------- |
| Duje Čop            | Croatia      | v Bulgaria ở vòng loại (10 tháng 10 năm 2015)                                                     | Bảng D v Thổ Nhĩ Kỳ (12 tháng 6 năm 2016)   |
| Marek Suchý         | Cộng hòa Séc | v Hà Lan ở vòng loại (13 tháng 10 năm 2015)                                                       | Bảng D v Tây Ban Nha (13 tháng 6 năm 2016)  |
| Lorik Cana          | Albania      | v Thụy Sĩ ở bảng A (11 tháng 6 năm 2016)                                                          | Bảng A v Pháp (15 tháng 6 năm 2016)         |
| Aleksandar Dragović | Áo           | v Hungary ở bảng F (14 tháng 6 năm 2016)                                                          | Bảng F v Bồ Đào Nha (18 tháng 6 năm 2016)   |
| Burim Kukeli        | Albania      | v Thụy Sĩ ở bảng A (11 tháng 6 năm 2016) · v Pháp ở bảng A (15 tháng 6 năm 2016)                  | Bảng A v România (19 tháng 6 năm 2016)      |
| Alfreð Finnbogason  | Iceland      | v Bồ Đào Nha ở bảng F (14 tháng 6 năm 2016) · v Hungary ở bảng F (18 tháng 6 năm 2016)            | Bảng F v Áo (22 tháng 6 năm 2016)           |
| Bartosz Kapustka    | Ba Lan       | v Bắc Ireland ở bảng C (12 tháng 6 năm 2016) · v Ukraina ở bảng C (21 tháng 6 năm 2016)           | Vòng 16 đội v Thụy Sĩ (25 tháng 6 năm 2016) |
| N'Golo Kanté        | Pháp         | v Albania ở bảng A (15 tháng 6 năm 2016) · v Cộng hòa Ireland ở vòng 16 đội (26 tháng 6 năm 2016) | Tứ kết v Iceland (3 tháng 7 năm 2016)       |
| Adil Rami           | Pháp         | v Thụy Sĩ ở bảng C (19 tháng 6 năm 2016) · v Cộng hòa Ireland ở vòng 16 đội (26 tháng 6 năm 2016) | Tứ kết v Iceland (3 tháng 7 năm 2016)       |
| Thomas Vermaelen    | Bỉ           | v Cộng hòa Ireland ở bảng E (18 tháng 6 năm 2016) · v Hungary ở vòng 16 đội (26 tháng 6 năm 2016) | Tứ kết v Wales (1 tháng 7 năm 2016)         |
| Thiago Motta        | Ý            | v Bỉ ở bảng E (13 tháng 6 năm 2016) · v Tây Ban Nha ở vòng 16 đội (27 tháng 6 năm 2016)           | Tứ kết v Đức (2 tháng 7 năm 2016)           |
| William Carvalho    | Bồ Đào Nha   | v Croatia ở vòng 16 đội (25 tháng 6 năm 2016) · v Ba Lan ở tứ kết (30 tháng 6 năm 2016)           | Bán kết v Wales (6 tháng 7 năm 2016)        |
| Ben Davies          | Wales        | v Anh ở bảng B (16 tháng 6 năm 2016) · v Bỉ ở tứ kết (1 tháng 7 năm 2016)                         | Bán kết v Bồ Đào Nha (6 tháng 7 năm 2016)   |
| Aaron Ramsey        | Wales        | v Bắc Ireland ở vòng 16 đội (25 tháng 6 năm 2016) · v Bỉ ở tứ kết (1 tháng 7 năm 2016)            | Bán kết v Bồ Đào Nha (6 tháng 7 năm 2016)   |
| Mats Hummels        | Đức          | v Slovakia ở vòng 16 đội (26 tháng 6 năm 2016) · v Ý ở tứ kết (2 tháng 7 năm 2016)                | Bán kết v Pháp (7 tháng 7 năm 2016)         |

### Những điều chỉnh luật bóng đá được áp dụng
1. Trong lúc tổ trọng tài đang kiểm tra sân bãi trước giờ thi đấu, nếu một cầu thủ nào đó có hành vi lăng mạ, xúc phạm, chửi bới trọng tài thì sẽ bị trọng tài phạt thẻ đỏ. Đội bóng có cầu thủ bị thẻ đỏ trước giờ thi đấu vẫn được ra sân với 11 cầu thủ nhưng sẽ bị mất đi một quyền thay người.
2. Trước đây mỗi khi giao bóng, quả bóng bắt buộc phải được đẩy về phía trước. Quy định mới cho phép đội giao bóng có quyền đưa quả bóng đi về bất kỳ hướng nào.
3. Từ trước đến nay, luật bóng đá quy định rằng cầu thủ cố tình ngăn cản bàn thắng bằng tay (ngoại trừ thủ môn) hay phạm lỗi thô bạo trong vòng cấm địa sẽ bị phạt thẻ đỏ, đồng thời đội của cầu thủ đó phải chịu quả phạt đền. Theo quy định mới, cầu thủ phạm lỗi trong vòng cấm địa như ngáng chân, kéo áo, xô đẩy, xoạc sau,... chỉ bị phạt thẻ vàng (trước đây là thẻ đỏ) và đội bóng bị phạt đền.
4. Khi chạy đà chuẩn bị sút phạt 11m, cầu thủ không được quyền dùng động tác giả (trước đây được phép), nếu vi phạm sẽ bị thẻ vàng. Trong trường hợp vi phạm và bóng đã vào lưới thì buộc phải đá lại. Nếu bóng không vào lưới, đối phương sẽ được hưởng quả đá gián tiếp trở lên (hủy bỏ phạt đền) nếu thời gian thi đấu chính thức chưa kết thúc.

Nguồn: 

### Bảng xếp hạng giải đấu
| VT | Đội              | ST | T | H | B | BT | BB | HS | Đ  | Kết quả chung cuộc    |
| -- | ---------------- | -- | - | - | - | -- | -- | -- | -- | --------------------- |
| 1  | Bồ Đào Nha       | 7  | 3 | 4 | 0 | 9  | 5  | +4 | 13 | Vô địch               |
| 2  | Pháp (H)         | 7  | 5 | 1 | 1 | 13 | 5  | +8 | 16 | Á quân                |
|    |                  |    |   |   |   |    |    |    |    |                       |
| 3  | Wales            | 6  | 4 | 0 | 2 | 10 | 6  | +4 | 12 | Bị loại ở bán kết     |
| 4  | Đức              | 6  | 3 | 2 | 1 | 7  | 3  | +4 | 11 | Bị loại ở bán kết     |
|    |                  |    |   |   |   |    |    |    |    |                       |
| 5  | Ý                | 5  | 3 | 1 | 1 | 6  | 2  | +4 | 10 | Bị loại ở tứ kết      |
| 6  | Bỉ               | 5  | 3 | 0 | 2 | 9  | 5  | +4 | 9  | Bị loại ở tứ kết      |
| 7  | Ba Lan           | 5  | 2 | 3 | 0 | 4  | 2  | +2 | 9  | Bị loại ở tứ kết      |
| 8  | Iceland          | 5  | 2 | 2 | 1 | 8  | 9  | −1 | 8  | Bị loại ở tứ kết      |
|    |                  |    |   |   |   |    |    |    |    |                       |
| 9  | Croatia          | 4  | 2 | 1 | 1 | 5  | 4  | +1 | 7  | Bị loại ở vòng 16 đội |
| 10 | Tây Ban Nha      | 4  | 2 | 0 | 2 | 5  | 4  | +1 | 6  | Bị loại ở vòng 16 đội |
| 11 | Thụy Sĩ          | 4  | 1 | 3 | 0 | 3  | 2  | +1 | 6  | Bị loại ở vòng 16 đội |
| 12 | Anh              | 4  | 1 | 2 | 1 | 4  | 4  | 0  | 5  | Bị loại ở vòng 16 đội |
| 13 | Hungary          | 4  | 1 | 2 | 1 | 6  | 8  | −2 | 5  | Bị loại ở vòng 16 đội |
| 14 | Slovakia         | 4  | 1 | 1 | 2 | 3  | 6  | −3 | 4  | Bị loại ở vòng 16 đội |
| 15 | Cộng hòa Ireland | 4  | 1 | 1 | 2 | 3  | 6  | −3 | 4  | Bị loại ở vòng 16 đội |
| 16 | Bắc Ireland      | 4  | 1 | 0 | 3 | 2  | 3  | −1 | 3  | Bị loại ở vòng 16 đội |
|    |                  |    |   |   |   |    |    |    |    |                       |
| 17 | Thổ Nhĩ Kỳ       | 3  | 1 | 0 | 2 | 2  | 4  | −2 | 3  | Bị loại ở vòng bảng   |
| 18 | Albania          | 3  | 1 | 0 | 2 | 1  | 3  | −2 | 3  | Bị loại ở vòng bảng   |
| 19 | România          | 3  | 0 | 1 | 2 | 2  | 4  | −2 | 1  | Bị loại ở vòng bảng   |
| 20 | Thụy Điển        | 3  | 0 | 1 | 2 | 1  | 3  | −2 | 1  | Bị loại ở vòng bảng   |
| 21 | Cộng hòa Séc     | 3  | 0 | 1 | 2 | 2  | 5  | −3 | 1  | Bị loại ở vòng bảng   |
| 22 | Áo               | 3  | 0 | 1 | 2 | 1  | 4  | −3 | 1  | Bị loại ở vòng bảng   |
| 23 | Nga              | 3  | 0 | 1 | 2 | 2  | 6  | −4 | 1  | Bị loại ở vòng bảng   |
| 24 | Ukraina          | 3  | 0 | 0 | 3 | 0  | 5  | −5 | 0  | Bị loại ở vòng bảng   |

## An ninh
Giải đấu năm 2016 chứng kiến nhiều vụ bạo loạn nghiêm trọng giữa cổ động viên côn đồ với các quốc tịch khác nhau, và bạo lực liên quan đến người hâm mộ, cả trên khán đài nơi mà trận đấu đã diễn ra, và ở các thành phố gần sân vận động. Cả những người tổ chức và các quan chức Chính phủ ở một số quốc gia đã lên án mọi bạo lực, và đề nghị các biện pháp trừng phạt khác nhau bao gồm cả việc loại các đội ra khỏi giải đấu và một lệnh cấm rượu. Bạo lực lan rộng thêm ra một phần là do 1 nhóm khoảng 150 cổ động viên côn đồ Nga tổ chức rất khôn khéo.

### Trận khai mạc
Trước khi giải bóng đá bắt đầu, nhiều người hâm mộ đã có mặt tại các địa điểm khác nhau. Vào ngày 10 tháng 6 tại Marseille có cuộc bạo động giữa côn đồ bóng đá Anh, người dân địa phương và cảnh sát. Cảnh sát đã phải sử dụng hơi cay để giải tán đám đông. Một nhóm người Anh đã hát các ca khúc như "ISIS, where are you?" ("IS, các ngươi đang ở đâu?"), khiêu khích một số thanh niên xuất xứ từ Maghreb. Một người hâm mộ và một người đàn ông địa phương đã bị bắt giữ. Các fan sau đó phàn nàn rằng, cảnh sát đã có những đối đầu không cần thiết, và kích động vấn đề thêm nữa. 6 người hâm mộ Anh sau đó đã bị bắt và bị buộc tội ném chai vào cảnh sát hoặc các người hâm mộ khác. Một fan người Anh bị đưa vào bệnh viện trong tình trạng nghiêm trọng, trong khi, hàng chục người khác bị thương trong các vụ đụng độ. 2 fan Anh đầu tiên ném chai vào cảnh sát đã bị án tù 3 tháng và bị cấm vào Pháp 2 năm.
Thị trấn này trong Giải bóng đá vô địch thế giới 1998 tại Pháp, đã là nơi xảy ra các cuộc đụng độ bạo lực giữa côn đồ bóng đá Anh và thanh niên địa phương.

### Trận bế mạc
Trong thời gian diễn ra trận chung kết, ở khu fanzone dưới chân tháp Eiffel, bạo loạn xảy ra vì một nhóm các CĐV cố gắng đột nhập vào fanzone khi không có sự cho phép. Cảnh sát Pháp bắt khoảng 40 người vì bạo lực và các vi phạm khác trước và sau khi đội tuyển bóng đá nước này bị đội Bồ Đào Nha đánh bại trong trận chung kết ở Paris.

## Truyền thông

### Trò chơi điện tử (Video trò chơi)
Trò chơi điện tử của UEFA Euro 2016 được phát hành miễn phí công ty giải trí Konami dưới định dạng nội dung số tải về (DLC) trên Pro Evolution Soccer (PES) 2016. Phần DLC này bắt đầu có sẵn cho những người chơi Pro Evolution Soccer 2016 vào ngày 24 tháng 3 năm 2016 trên nhiều thiết bị khác nhau, bao gồm PlayStation 3, PlayStation 4, Xbox 360, Xbox One và Microsoft Windows. Trò chơi được phát hành cả dưới định dạng đĩa trò chơi và trò chơi kĩ thuật số vào ngày 21 tháng 4 năm 2016 cho PlayStation 3 và PlayStation 4.

### Biểu trưng và khẩu hiệu
Biểu trưng chính thức của UEFA Euro 2016 được công bố vào ngày 26 tháng 6 năm 2013 trong một buổi lễ tại Pavillon Cambon Capucines ở Paris. Thiết kế của biểu trưng được dựa trên chủ đề "Tôn vinh vẻ đẹp bóng đá". Biểu trưng này mô tả chiếc cúp Henri Delaunay với ba màu lam, trắng và đỏ trên quốc kì của nước Pháp, bao quanh là những khối hình và đường nét tượng trưng cho những yếu tố và chuyển động nghệ thuật trong bóng đá.
Ngày 17 tháng 10 năm 2013, UEFA công bố khẩu hiệu chính thức của giải đấu: Le Rendez-Vous. Khi được hỏi về ý nghĩa, Jacques Lambert, Chủ tịch Ban tổ chức Euro 2016 phát biểu rằng câu khẩu hiệu "có nhiều hơn là một lời nhắc nhở về ngày tháng (...) và địa điểm thi đấu". Ông giải thích thêm rằng "UEFA đang gửi lời mời dành cho tất cả người hâm mộ bóng đá trên toàn thế giới và cho những người yêu thích những sự kiện lớn, một lời mời để được gặp gỡ nhau và chia sẻ những cảm xúc về một giải đấu lớn."

### Bóng thi đấu

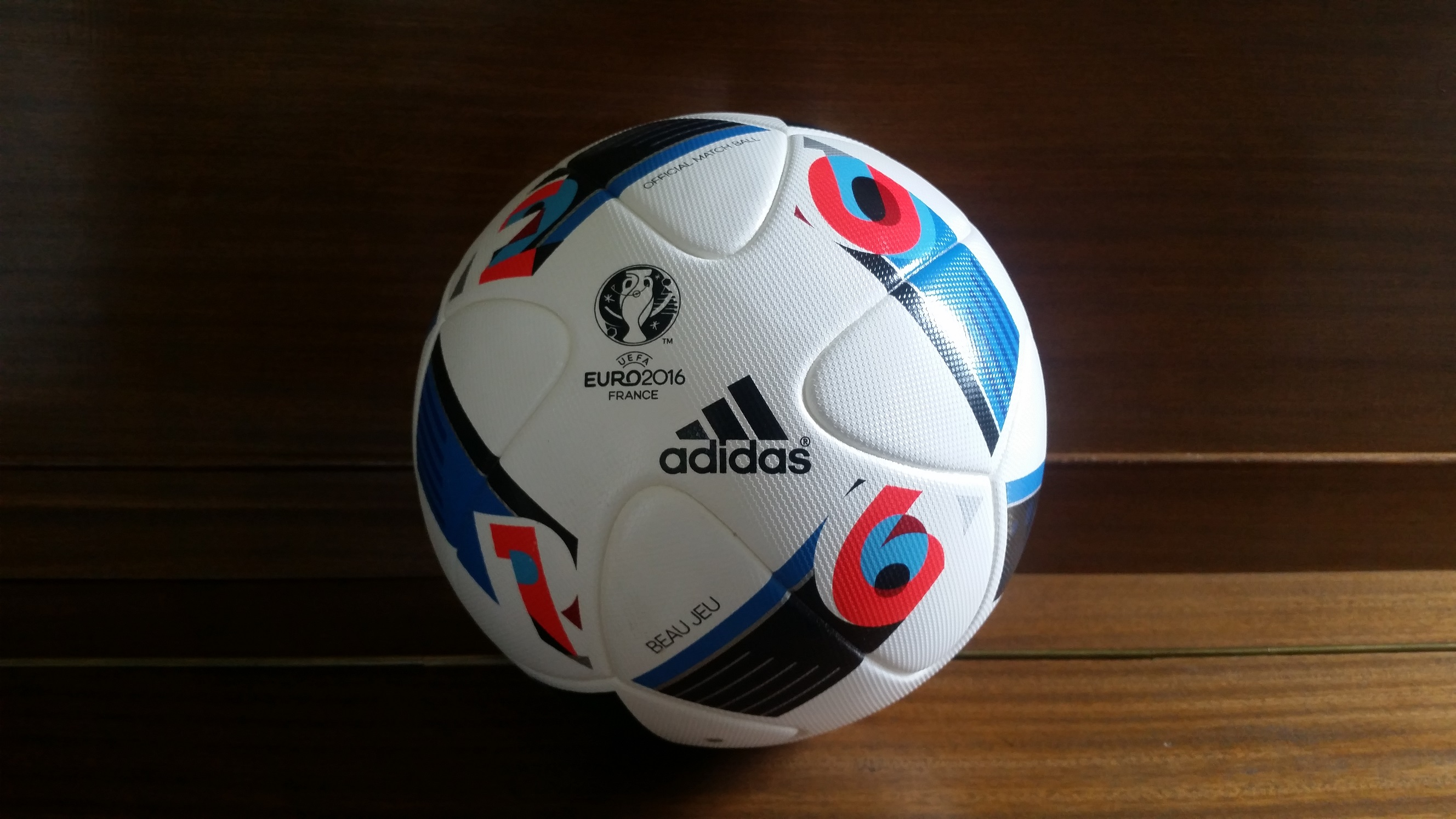

Quả bóng thi đấu chính thức, kể từ vòng 1/8 của EURO năm đó thay thế cho trái bóng Beau Jeu, được công bố vào ngày 12 tháng 11 năm 2015 bởi cựu cầu thủ người Pháp Zinédine Zidane. Quả bóng có tên tiếng Pháp là "Beau Jeu" (tạm dịch: trận đấu đẹp), do hãng thể thao Adidas sản xuất trong vòng 18 tháng. Chất liệu làm nên trái bóng này rất tương đồng với quả bóng Adidas Brazuca tại World Cup 2014. Một số ít những cải thiện của Adidas cho Beau Jeu là cấu tạo bề mặt giúp bám tay hơn (dành cho các thủ môn), và dễ nhìn từ xa hơn với 3 màu chủ đạo của trái bóng là đỏ, trắng, xanh da trời (màu quốc kỳ Pháp). Không thể thiếu là dòng chữ EURO 2016 ngay ở mặt chính.
Kể từ vòng 1/8, trái bóng Fracas Euro 2016 Final thay thế cho trái bóng Beau Jeu ở giai đoạn vòng bảng. Tiền vệ người Pháp Paul Pogba đã trở thành gương mặt đại diện để quảng bá cho trái bóng Fracas Euro 2016 Final. Cái tên "Fracas" được hiểu là "Vụ nổ", mang thông điệp hy vọng vào những màn trình diễn bùng nổ của các đội ở vòng knock-out tới. Trái bóng Adidas Fracas Euro 2016 Final được thiết kế riêng biệt với những họa tiết 3D trên thân bóng. Với tông màu chủ đạo là màu trắng, kết hợp với những sắc thái khác nhau của đỏ và xanh biển (những màu trên quốc kỳ Pháp). Về cấu tạo, trái bóng Adidas Fracas Euro 2016 Final cũng giống như trái bóng Beau Jeu có nhiều điểm tương đồng với sản phẩm tiền nhiệm Adidas Brazuca. Thiết kế 6 miếng được mang trở lại ở phiên bản này, giúp trái bóng bay quỹ đạo ổn định hơn, chính xác hơn và hỗ trợ cầu thủ kiểm soát bóng tốt hơn trong mọi điều kiện thời tiết.

### Bài hát chính thức
Bài hát mở đầu chính thức cho giải vô địch bóng đá là "This One's For You" của David Guetta hợp tác với Zara Larsson, và bài hát kết thúc chính thức là "Free Your Mind" của Maya Lavelle. Một báo cáo cho rằng David Guetta đã kêu gọi một triệu người hâm mộ góp giọng trong bài hát chính thức này thông qua một trang mạng.

### Linh vật
Linh vật chính thức của giải đấu, Super Victor, được công bố vào ngày 18 tháng 11 năm 2014. Cậu là một người hùng nhí trong trang phục bóng đá của Đội tuyển bóng đá quốc gia Pháp, với áo choàng đỏ ở đằng sau, nhằm làm nổi bật màu sắc của Quốc kỳ Pháp. Áo choàng, giày và quả bóng được cho là siêu năng lực của cậu bé này. Cậu bé linh vật được xuất hiện lần đầu tiên trong trận đấu giữa Pháp và Thụy Điển tại Sân vận động Vélodrome, Marseille vào ngày 18 tháng 11 năm 2014. Tên của linh vật được công bố vào ngày 30 tháng 11 năm 2014 sau khi nhận được hơn 50.000 bình chọn từ cộng đồng trên trang web chính thức của UEFA, vượt qua hai đề cử tên còn lại là "Driblou" và "Goalix". Linh vật được dựa trên ý tưởng về sự vinh quang với những năng lực siêu nhiên mà cậu bé có được khi tìm thấy chiếc áo choàng ma thuật, giày và quả bóng.
Tên của linh vật này bị trùng với tên của một loại đồ chơi tình dục. UEFA phát biểu rằng sự trùng khớp này không phải là trách nhiệm của họ khi mà tên linh vật hoàn toàn là do người hâm mộ bình chọn. Vì vậy, cái tên này vẫn được giữ nguyên.

### Nhà tài trợ
| - Adidas - Carlsberg - Coca-Cola - Continental - Hisense | - Hyundai–Kia - McDonald's - Orange - SOCAR - Turkish Airlines |

| - Abritel–HomeAway - Crédit Agricole - Française des Jeux - La Poste - PROMAN | - SNCF |